# Municipio de Blumfield
El municipio de Blumfield (en inglés: Blumfield Township) es un municipio ubicado en el condado de Saginaw en el estado estadounidense de Míchigan. En el año 2010 tenía una población de 1960 habitantes y una densidad poblacional de 21,22 personas por km².

## Geografía
El municipio de Blumfield se encuentra ubicado en las coordenadas 43°25′58″N 83°45′37″O / 43.43278, -83.76028. Según la Oficina del Censo de los Estados Unidos, el municipio tiene una superficie total de 92.37 km², de la cual 92.33 km² corresponden a tierra firme y (0.04%) 0.04 km² es agua.

## Demografía
Según el censo de 2010, había 1960 personas residiendo en el municipio de Blumfield. La densidad de población era de 21,22 hab./km². De los 1960 habitantes, el municipio de Blumfield estaba compuesto por el 98.42% blancos, el 0.46% eran afroamericanos, el 0.26% eran amerindios, el 0.15% eran asiáticos, el 0.1% eran isleños del Pacífico, el 0.15% eran de otras razas y el 0.46% pertenecían a dos o más razas. Del total de la población el 1.43% eran hispanos o latinos de cualquier raza.